# Maria Alexandrovna av Tver
Maria Alexandrovna av Tver, död 1399, var storfurstinna av Moskvariket 1347–1353, gift med storfurst Simeon av Moskva.
Ett textilarbete kallat "Maria Tverskayas slöja" finns bevarat efter henne. 